# El Gosch
El Gosch és una masia de l'Esquirol (Osona) inclosa a l'Inventari del Patrimoni Arquitectònic de Catalunya.

## Descripció
Masia de planta rectangular amb coberta a dues vessants amb carener perpendicular a la façana, la qual es troba orientada a migdia. Consta de planta baixa i dos pisos. A la part de la façana hi ha un cos que allarga l'antic, quedant el portal antic, de pedra, uns vuits metres reculat endins. Aquesta façana presenta un portal rectangular d'obra amb tres balcons al primer pis i uns porxos d'arc rebaixat al segon. Els escairats són de pedra però els murs arrebossats. L'estat de conservació és mitjà.

## Història
Masia tradicional del terme que no la trobem registrada en el fogatge de 1553. Tenim dades constructives als segles xviii i xix. Portal interior de pedra amb un escut il·legible datat al 1727. Sobre el balcó central de la façana hi ha lauda amb una inscripció que resa així: "CASA NOVA DEL GOSCH DE JOAN 1914".